# Salchicha

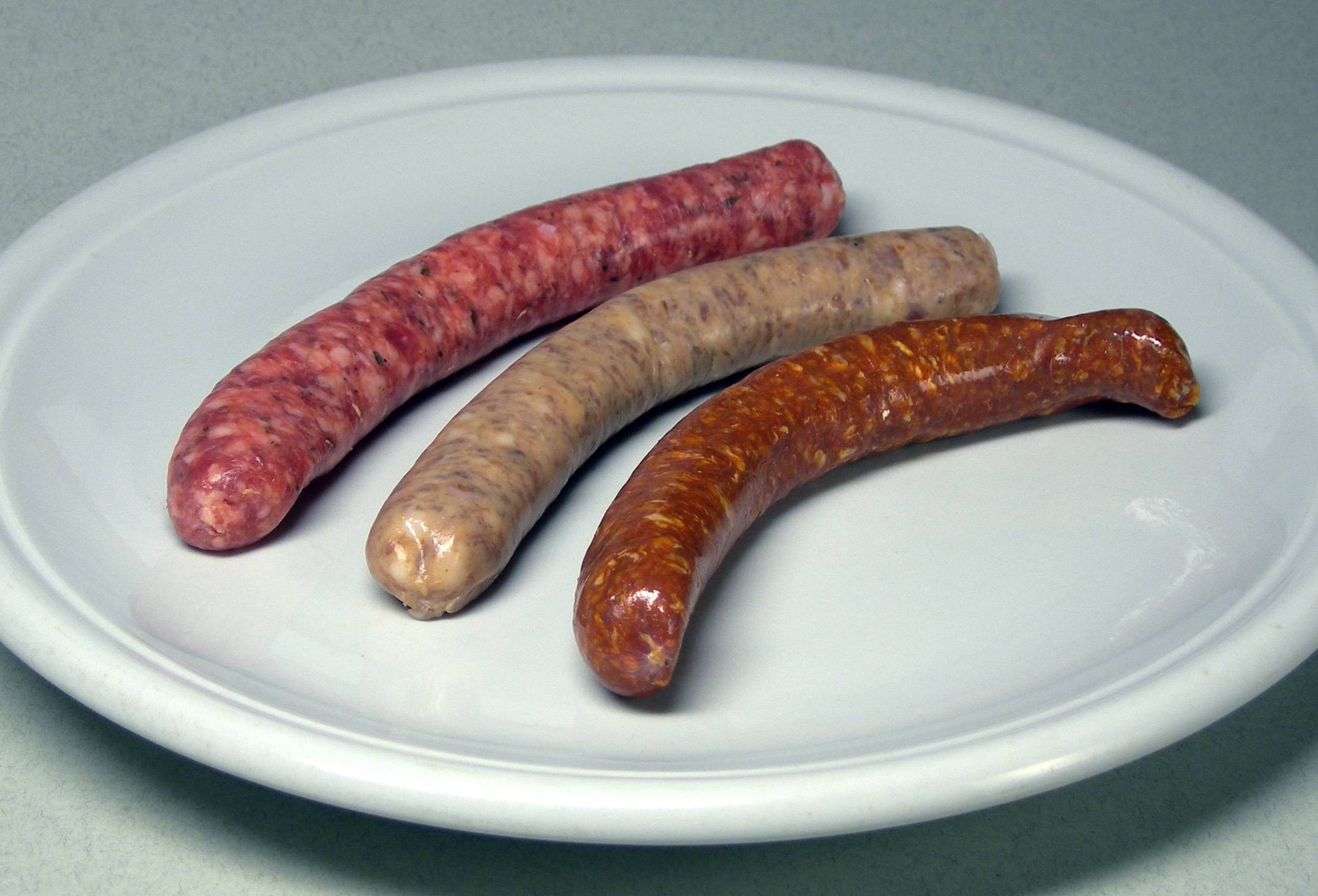
Salchichas tipo Bratwurst.

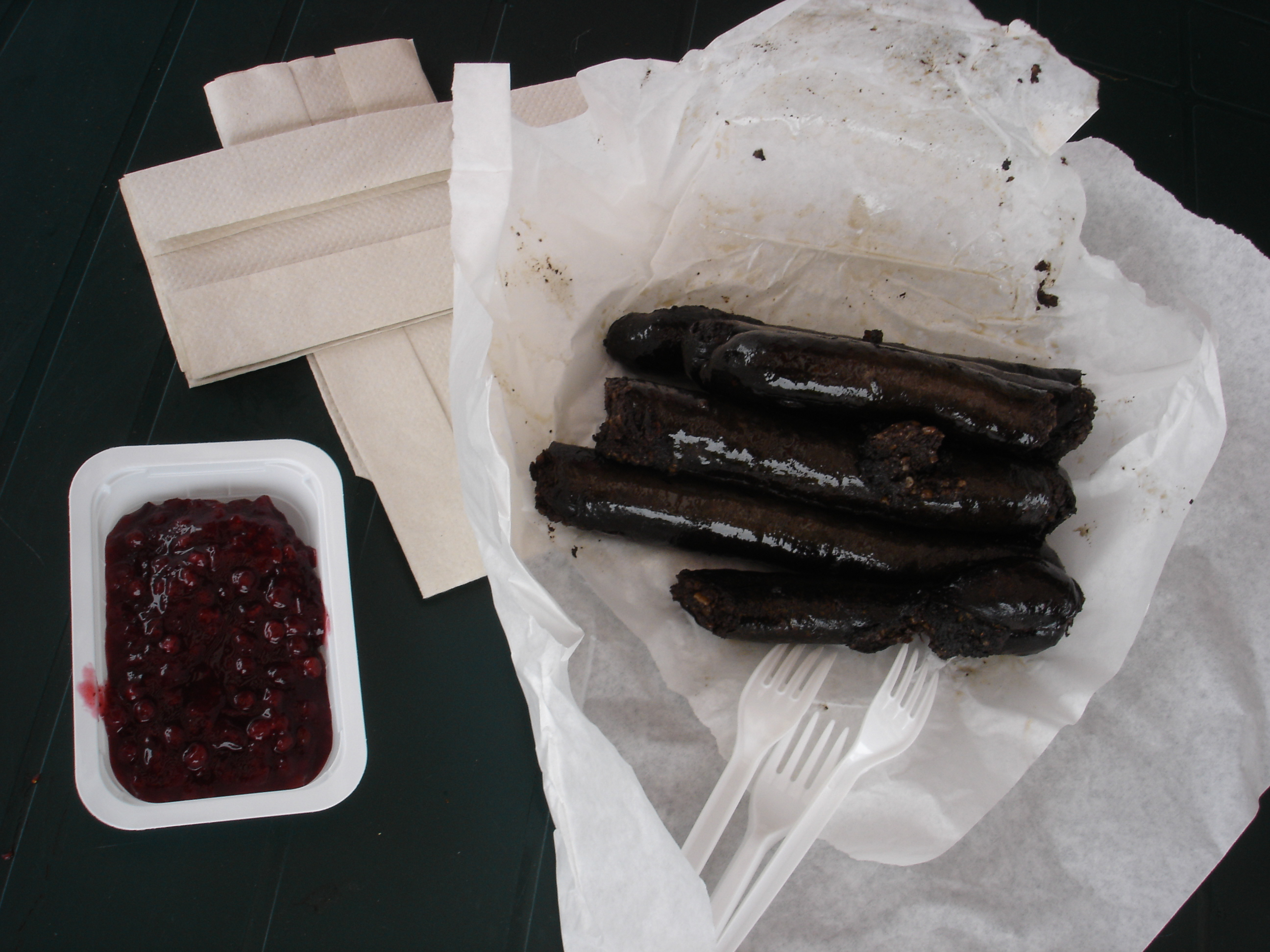
Mustamakkara, una salchicha negra finlandesa con mermelada de arándanos rojos, comida tradicional en Tampere.

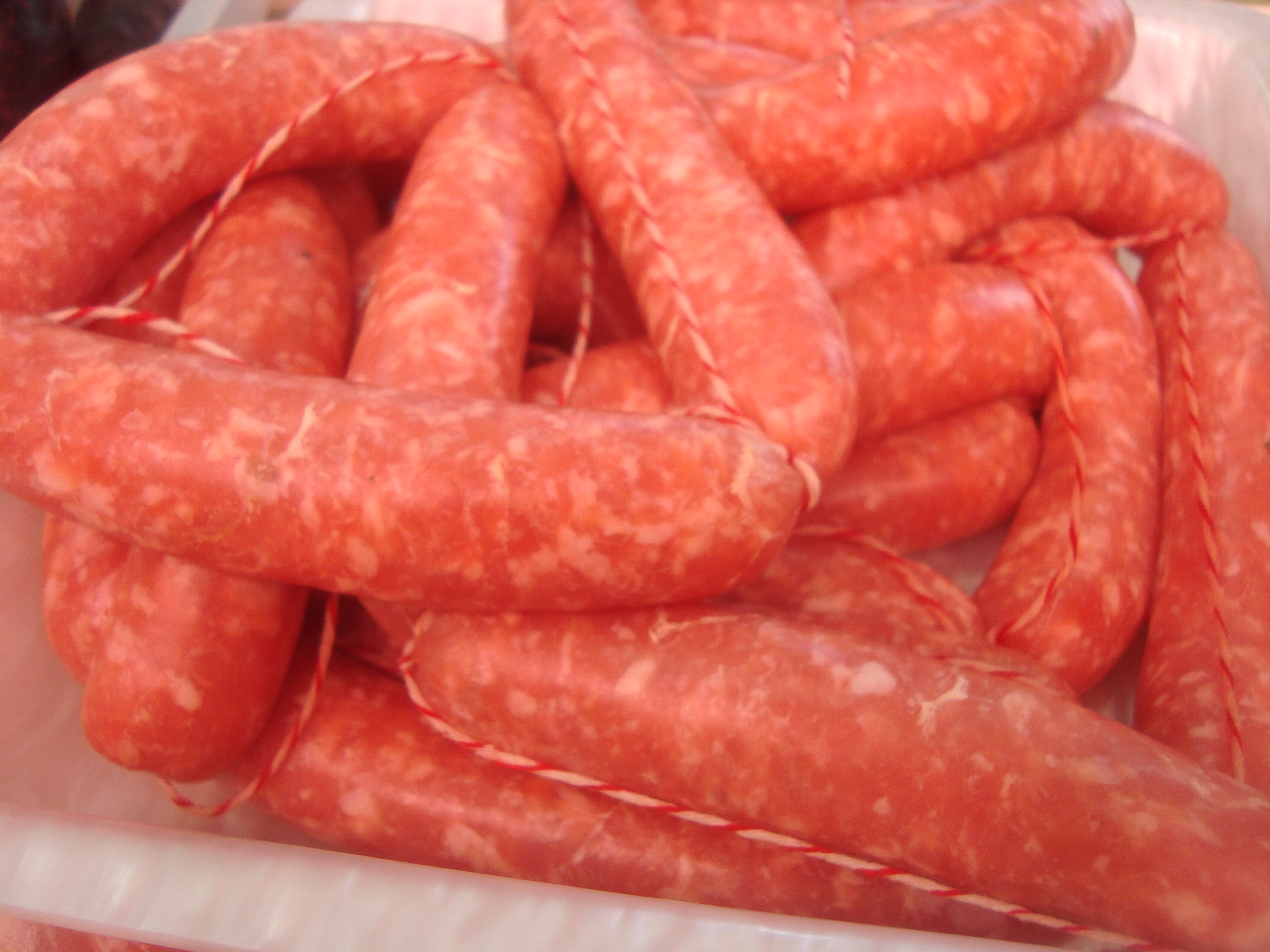
Longanizas frescas de carne de cerdo (Salchichas)

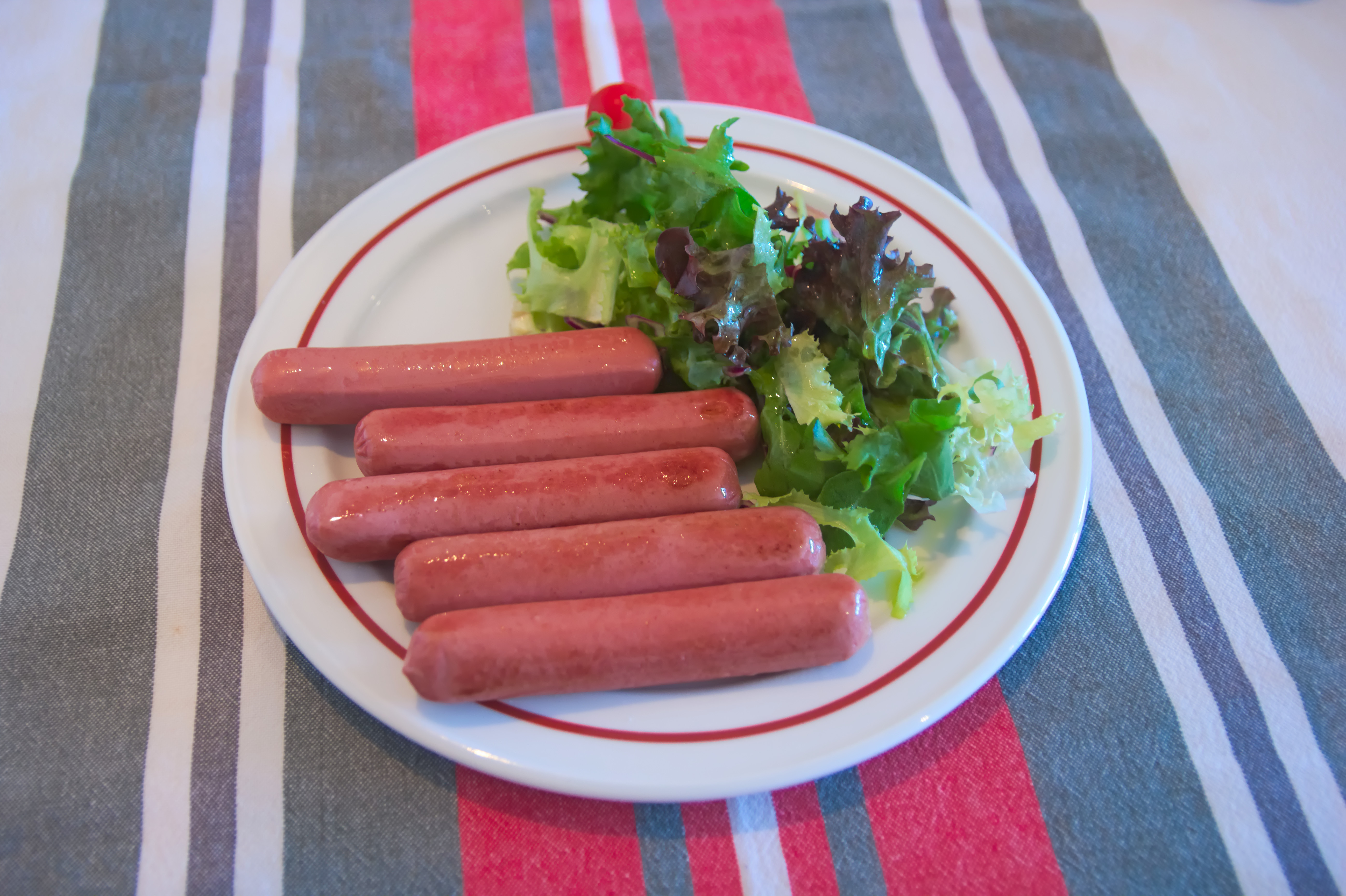
Salchichas con ensalada

Las  salchichas son embutidos a base de carne picada. Para la elaboración se suelen aprovechar partes del animal, como la grasa, las vísceras o sangre que no se utilizan  para filetes.
Estas piezas se introducen  en una envoltura que es tradicionalmente el intestino del animal.
Los perros calientes o perritos calientes (del inglés hot dog), también llamados jochos en México y algunas zonas de Guatemala, dogos con winnies en el norte de México, hates en Cabo San Lucas, Baja California Sur, México, panchos en Argentina, Paraguay, Uruguay y Perú, completos en Chile, choris en El Salvador y shucos en Guatemala, son una especie de sándwiches de salchicha hechos con un pan alargado de la misma longitud que la salchicha y a los que se añaden a menudo crema, ají, kétchup, mostaza y mayonesa. También en algunos países es común añadir aguacate (palta), chucrut (sauerkraut), chile (pimiento), tomate picado, tocino, huevos revueltos, lechuga, queso derretido o rallado, pepinillos, maíz tierno desgranado, papas fritas ralladas, salsa rosa, salmón crudo, etc.

## Tipos de salchichas

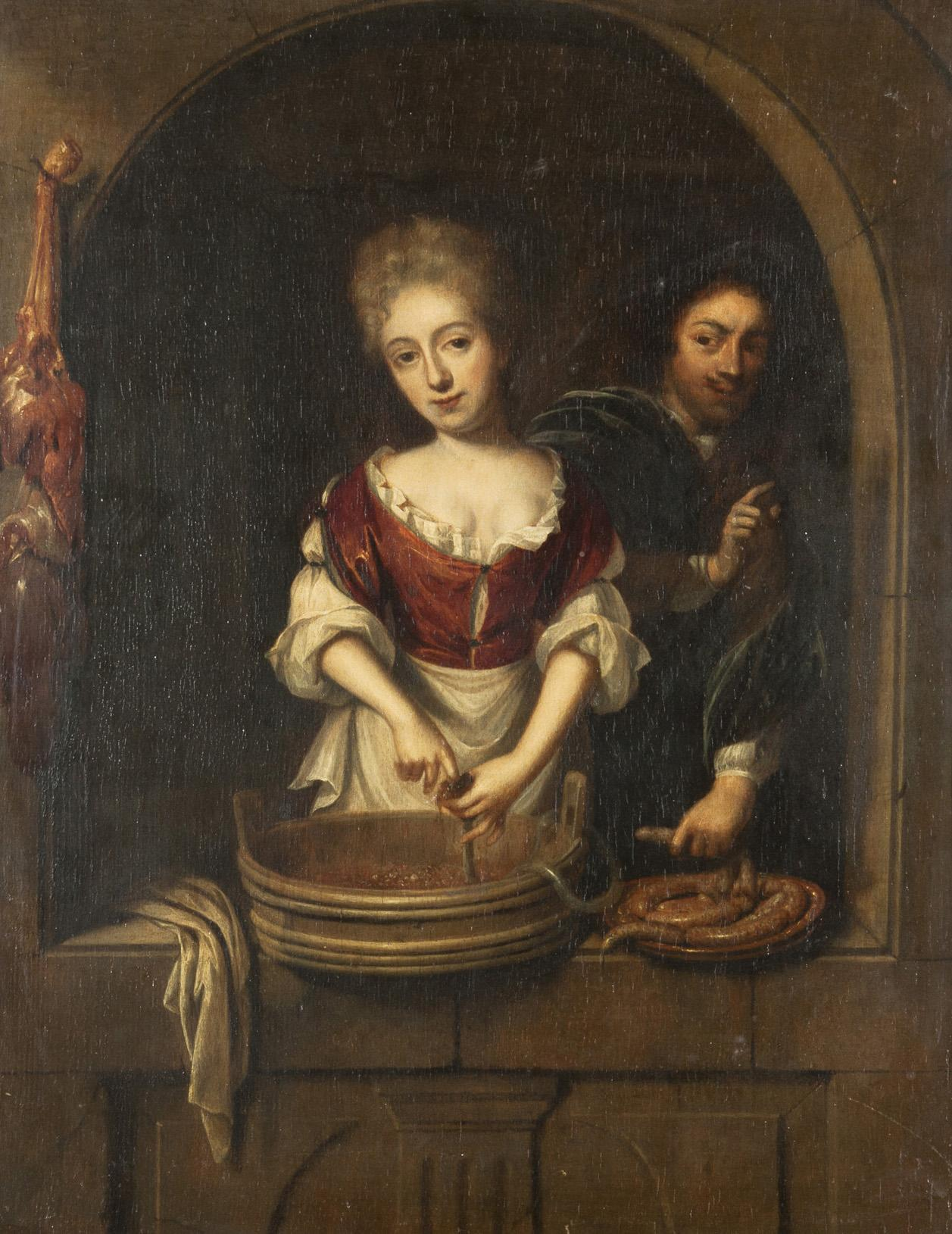
Reinier de la Haye, Haciendo salchichas (ca. 1680)

Existen en el mundo numerosos tipos de salchichas, según el tipo de carne empleada, así como los demás ingredientes (como especias). Estos son algunos tipos de salchicha:
- Bologna: es un embutido estadounidense parecido a la mortadela italiana (realizada con salchicha de cerdo finamente picada y cubos de manteca de cerdo, originaria de la ciudad italiana de Bolonia). Comúnmente se le llama bolonia o bologna (pronunciado boloña). Las normas del gobierno de los Estados Unidos requieren que la bolonia americana sea de grano fino y sin pedazos visibles de grasa.[1] La bolonia también puede hacerse de pollo, pavo, ternera o carne de cerdo.
- Butifarra: es un embutido fresco compuesto de carne picada de cerdo condimentada con sal, pimienta y, a veces, otras especias.
- Cabanossi: es una especie de salchicha seca, larga y fina hecha de carne de cerdo,[2] similar a un salami suave, que se originó en Polonia.[3][4][5]
- Chistorra: es un tipo de embutido de origen navarro elaborado con carne picada fresca de cerdo, aunque también puede ser una mezcla de carnes de cerdo y de vacuno, y que contiene entre un 70 y un 80 % de grasa en función de la categoría, además de ajo, sal y pimentón que suele darle un color rojo característico, así como hierbas aromáticas (generalmente perejil). Se suele consumir frita o asada.
- Chorizo
- Farinato: es un embutido procedente de la provincia de Salamanca que aparece en otras provincias como Zamora y León, en las que se elabora con manteca o grasa de cerdo, pan, harina, pimentón, cebolla, ajo, sal, anises y aguardiente.[6]
- Fuet
- Haggis
- Kranjska klobasa
- Longaniza
- Longaniza de Chillán
- Morcilla : es un embutido a base de sangre cocida, generalmente de cerdo. Suele mezclarse con grasa de cerdo, cebolla y diferentes especias, además, contiene algún otro ingrediente no cárnico para aumentar su volumen, como arroz, cereales o miga de pan.
- Morcilla vasca-Mondeju: es un embutido de origen muy antiguo que se elabora en Guipúzcoa en la comarca del Goierri, y que tradicionalmente se elaboraban con intestino de oveja lacha. Se rellenan los intestinos con verduras, cebolla y puerro, sal, sebo de oveja, huevos y especias. El resultado es similar a una morcilla, más delgada y de color amarillento.
- Mortadela: es un embutido elaborado, en su mayoría, con carne de cerdo finamente picada (cerca de un 60 % de magro) originario de la ciudad italiana de Bolonia (capital de Emilia-Romaña). Es una especialidad de la cocina italiana que procede de las regiones italianas de Emilia-Romaña, Piamonte, Lombardía y gran parte de la provincia de Trento. Se condimenta un fiambre con especias, tradicionalmente con pimienta en grano, aunque hay variantes que contienen pistacho, bayas de mirto, nuez moscada molida, coriandro, ajo, pimiento o aceitunas.
- Salami: es un embutido que se elabora con una mezcla de carnes de vacuno y porcino sazonadas y que es posteriormente ahumado y curado al aire, similar al salchichón. Casi todas las variedades italianas se condimentan con ajo, no así las alemanas. Tradicionalmente se elaboraba con carne de cerdo, pero ahora es cada vez más frecuente que se haga con una mezcla de vacuno (vaca) y cerdo. También hay variedades que llevan solo carne de vacuno. Es típico de la gastronomía de Italia y de la de diversos países de Centroeuropa, como Hungría.
- Salchichón: es un tipo de embutido curado de origen griego y romano, típico de la gastronomía española y apreciado por sus características organolépticas. Se elabora con carne magra de cerdo y algún contenido de tocino. Se condimenta con sal y algunas especias tales como pimienta, nuez moscada, clavo o cilantro. Toda esta masa picada se deja macerar durante unas veinticuatro horas y después se embute en intestino de vaca o cerdo, colgándolo para su curado, que puede ser «al humo» (ahumado) o simplemente secado al aire durante algunos días.
- Salchichas de Zaratán
- Salchicha huachana
- Salchicha de Copetín
- Salchicha de Toulouse
- Salchicha de Viena: es una Brühwurst (salchicha escaldada) hecha con tripa natural de oveja (Saitling). Es una variante de la salchicha de Frankfurt original (Frankfurter Würstchen en alemán), que a diferencia de ésta se hace con carne de ternera y de cerdo.
- Salchicha do barco de valdeorras
- Salchicha grand
- Salchicha Oaxaqueña
- Salchicha Parrillera
- Salchichita de Dan
- Salchicha de Frankfurt: es un tipo de brühwurst (salchicha escaldada alemana) hecha de carne de cerdo  embutida en tripa natural de oveja (saitling). Su sabor especial se logra gracias a un proceso especial de ahumado. Originalmente la salchicha de Fráncfort se produce sin nitritos. Tras los procesos de curado y ahumado las salchichas ahumadas toman un color amarillo dorado y brillo mate sedoso.

## Salchichas alemanas
En la cocina alemana existen diversas categorías de salchichas:
- Bratwurst salchicha elaborada con carne de cerdo y de vaca destinada para asar.
- Brühwurst o salchicha escaldada que la mayoría de las veces se emplea cocida: Weisswurst, Salchicha Fráncfort.

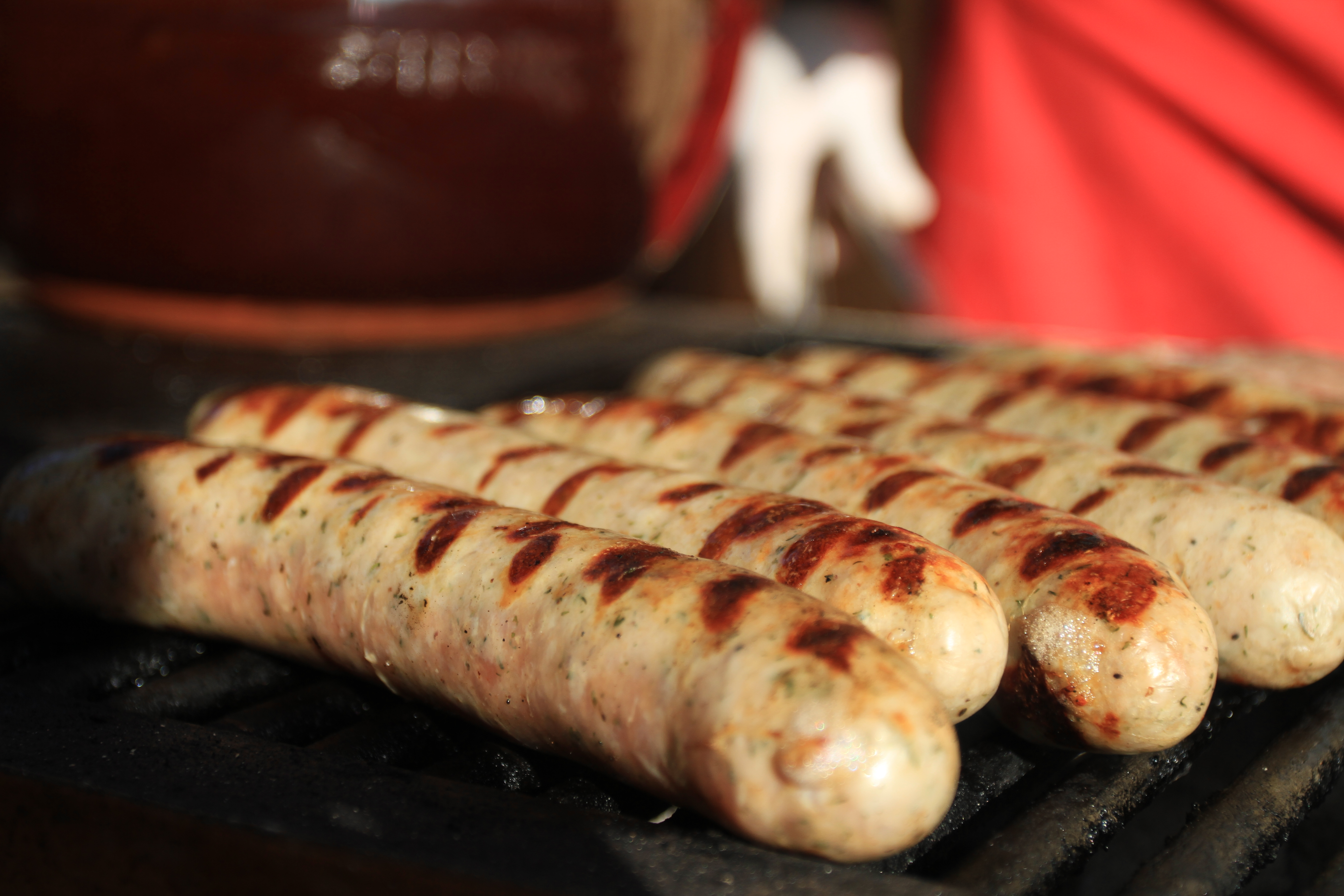

## Salchichas suizas
- Cervelat, una salchicha de ternera hervida con corteza y tocino

## Historia

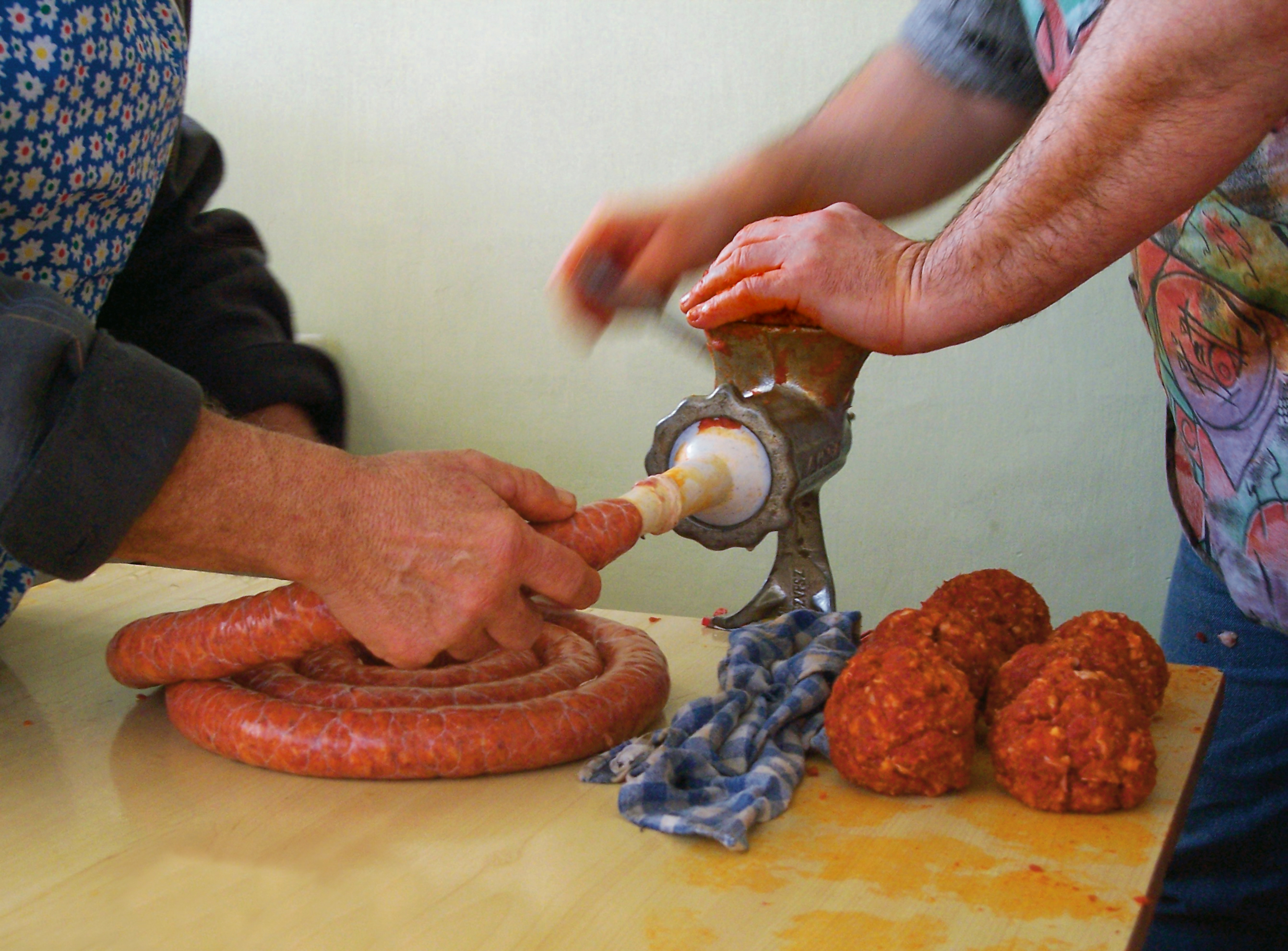
Elaboración de embutidos en casa.

La elaboración de embutidos es el resultado natural del aprovechamiento de las carnes de una manera eficiente. Tradicionalmente, los salchicheros salaban diversos tejidos y órganos, como restos, vísceras, sangre y grasa, para ayudar a conservarlos. Luego los embutían en tripas tubulares hechas con los intestinos limpios del animal, produciendo la característica forma cilíndrica. De ahí que las salchichas, los budines y el salami figuren entre los alimentos preparados más antiguos, tanto si se cocinan y se consumen inmediatamente como si se secan en mayor o menor medida[cita requerida].
Una tablilla cuneiforme acadia registró un plato de tripas rellenas de algún tipo de carne introducida dentro.
Se ha descrito un tipo de salchicha china, el lup cheong (pinyin: làcháng) de las dinastías del Norte y del Sur (589 a. C.-420 a. C.), elaborado con carne de cabra y cordero con sal, y aromatizado con cebolla verde, salsa de judías, jengibre y pimienta. El tipo moderno de lup cheong tiene una vida útil comparativamente larga, principalmente por su alto contenido en lactobacilos, tan alto que muchos lo consideran agrio.

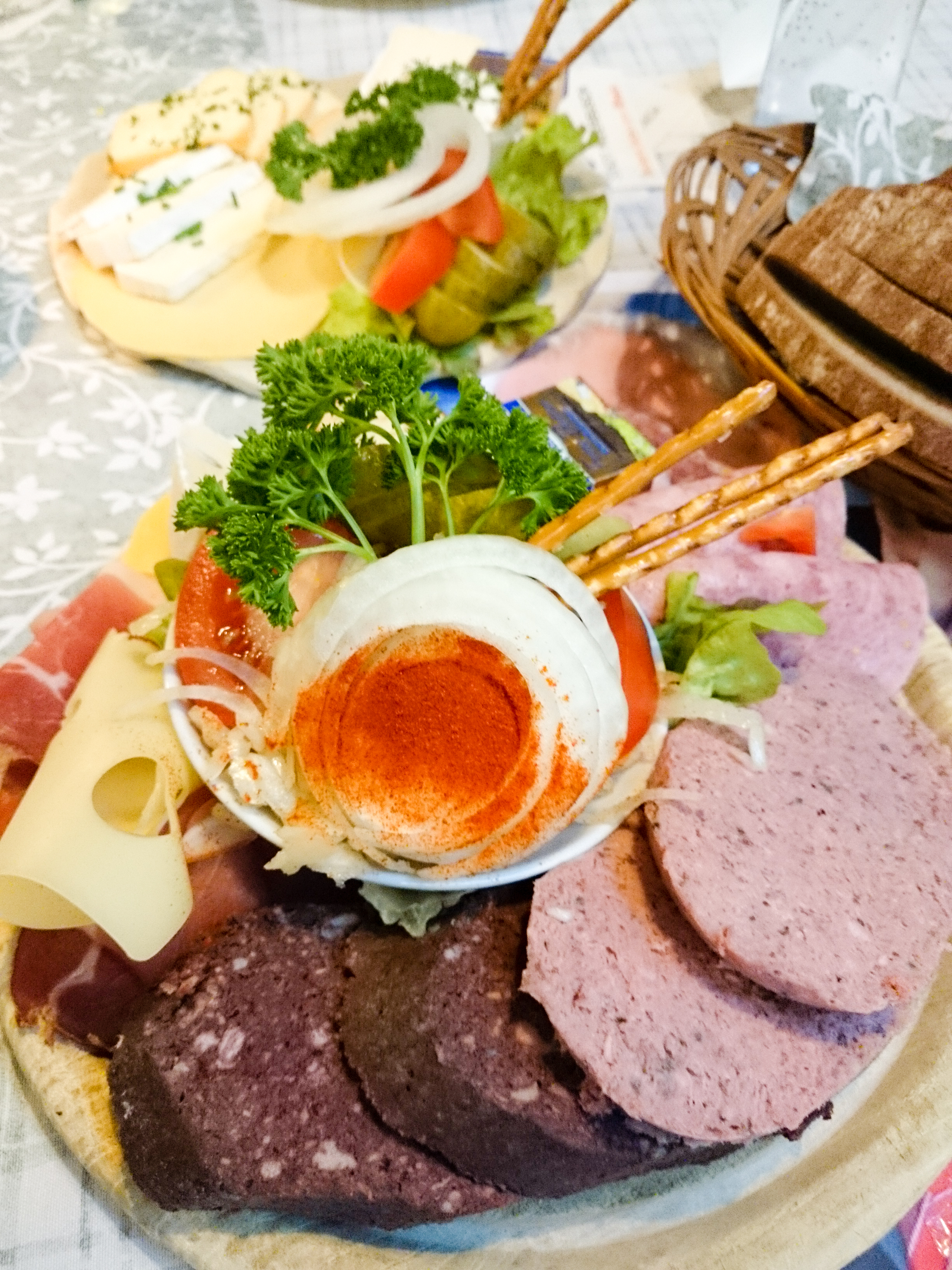
Plato de salchicha alemana: Jagdwurst, salchicha de hígado, morcilla, jamón de Westfalia.

El poeta griego Homero mencionó una especie de morcilla en la Odisea, Epicarmio escribió una comedia titulada La Salchicha, y la obra de Aristófanes Los caballeros trata de un vendedor de salchichas que es elegido líder. Estas pruebas sugieren que las salchichas ya eran populares entre los antiguos griegos y romanos y, muy probablemente, entre las distintas tribus que ocupaban la mayor parte de Europa.
La salchicha más famosa de la antigua Italia procedía de Lucania (la actual Basilicata) y se llamaba lucanica, nombre que perdura en una variedad de salchichas modernas en el Mediterráneo. Durante el reinado del emperador romano Nerón, las salchichas se asociaban a la fiesta de la Lupercalia. A principios del siglo X, durante el Imperio Bizantino, León VI el Sabio prohibió la producción de salchichas de sangre a raíz de casos de intoxicación alimentaria.

## Ingredientes
Una salchicha consiste en carne cortada en trozos o molida, mezclada con otros ingredientes y embutida en una tripa. Los ingredientes pueden incluir un relleno barato de almidón como pan rallado o cereales, condimentos y aromas como especias, y a veces otros como manzana y puerro. La carne puede ser de cualquier animal, pero a menudo es de cerdo o ternera, o aves de corral. La proporción entre carne magra y grasa depende del estilo y del productor. El contenido de carne que figura en la etiqueta puede superar el 100%, lo que ocurre cuando el peso de la carne supera el peso total del embutido tras su elaboración, que a veces incluye un proceso de secado que reduce el contenido de agua.
En algunas jurisdicciones, los alimentos descritos como salchichas deben cumplir una normativa que regula su contenido. Por ejemplo, en Estados Unidos, el Departamento de Agricultura especifica que el contenido de grasa de los distintos tipos definidos de salchichas no puede superar el 30%, 35% o 50% en peso; algunas salchichas pueden contener aglutinantes o diluyentes.
Muchos estilos tradicionales de salchichas de Asia y Europa continental no utilizan relleno a base de pan y sólo incluyen carne (carne magra y grasa) y aromas. En el Reino Unido y otros países con tradición de cocina inglesa, muchas salchichas contienen una proporción significativa de rellenos a base de pan y almidón, que pueden suponer el 30% de los ingredientes. El relleno de muchas salchichas les ayuda a mantener su forma durante la cocción. Cuando la carne se contrae con el calor, el relleno se expande y absorbe la humedad y la grasa de la carne.
Cuando la industria procesadora de alimentos produce salchichas por un precio bajo, casi cualquier parte del animal puede acabar en salchichas, variando desde especímenes baratos y grasientos rellenos de carne arrancada de los cadáveres (carne recuperada mecánicamente) y rusk. Por otro lado, los de mejor calidad sólo contienen cortes selectos de carne y condimentos.En Gran Bretaña, la "carne" declarada en las etiquetas podía incluir en el pasado grasa, tejido conjuntivo y MRM. Estos ingredientes pueden seguir utilizándose, pero deben etiquetarse como tales, y puede incluirse hasta un 10% de agua sin etiquetarse.

## Efectos sobre la salud y nutrición
Según la Organización Mundial de la Salud,  el consumo de salchichas (así como otras formas de carne procesada como las hamburguesas y embutidos), aumenta el riesgo de sufrir cáncer.  En efecto, la OMS considera que este tipo de alimento es “carcinógeno para los humanos”.

## Elaboración
Generalmente, la salchicha está elaborada de carne de puerco, res, pollo o pavo, así como de ingredientes adicionales.
Sin embargo, su composición base se constituye de retacería de los animales mencionados anteriormente, además de un 80 % de grasa de puerco, en su mayoría, que se muele hasta realizar una pasta que se va diluyendo con una mezcla de agua y conservadores, así como sabores y colores artificiales con una cantidad especifica de aditivos.
Cabe mencionar que existen diferentes tipos de salchicha que se diferencian por el tamaño, consistencia, sabor y color dependiendo de los estándares estipulados por cada industria alimentaria.

### Salchicha cocida
La salchicha cocida se elabora principalmente con ingredientes ya cocidos. En la proporción de materias primas predomina el hígado, el tocino o la sangre. Las salchichas cocidas se unen a través de la proteína coagulada del hígado y la grasa que solidifica al enfriarse (aplicable a las salchichas de hígado), a la gelatina o al colágeno que solidifica al enfriarse (aplicable a las salchichas de carne) o a la proteína de la sangre coagulada y al colágeno que emerge de la corteza y se solidifica al enfriarse (aplicable a las morcillas). Después del embutido, las salchichas cocidas se vuelven a cocinar y, en ocasiones, se ahuman. Las salchichas cocidas incluyen todas las morcillas, salchichas de hígado y salchichas de carne, como la salchicha de hígado de ternera, la salchicha roja, la grützwurst, la cabeza de prensa, la carne en conserva, el estómago de corteza, el saumagen del Palatinado y el haggis.

### Defectos en las salchichas
Las propiedades de reducción de la calidad de las salchichas y productos embutidos causadas técnica, química o microbianamente que no están necesariamente relacionadas con el deterioro se denominan defectos de salchicha. Que incluye:
- Quemadura por congelamiento

Secado de la carne por congelación demasiado lenta de la salchicha por debajo de -20 °C
- Asado corto

Destrucción de la emulsión por corte excesivo.
- Salchicha estallada

Destrucción de la tripa de la salchicha por calentamiento demasiado rápido o a una temperatura demasiado alta.
- Fuga de grasa

Provocado por un calentamiento excesivo: en el caso de embutidos crudos ahumados, por humo demasiado caliente, en el caso de embutidos cocidos, por cocción demasiado prolongada.
- Variaciones de color

Por ejemplo, en embutidos curados debido a un enrojecimiento insuficiente o a la aparición de un brillo verdoso debido a la formación de porfirinas a partir de los pigmentos.
- Variaciones de sabor

Por ejemplo, madurando en salmuera excesivamente añejada o ahumando con madera almacenada incorrectamente.
Los defectos comunes en las salchichas crudas son bordes grises o secos, núcleo gris, grietas, apariencia de corte poco clara y moho. Las salchichas hervidas también pueden ser de color gris, abrirse o tener manchas sin ahumar (dobladuras cerca de los extremos de la salchicha). Las salchichas cocidas tienen un núcleo con sangre, un sabor amargo, depósitos de grasa y una unión insuficiente. 